# Torsten Stålhandske

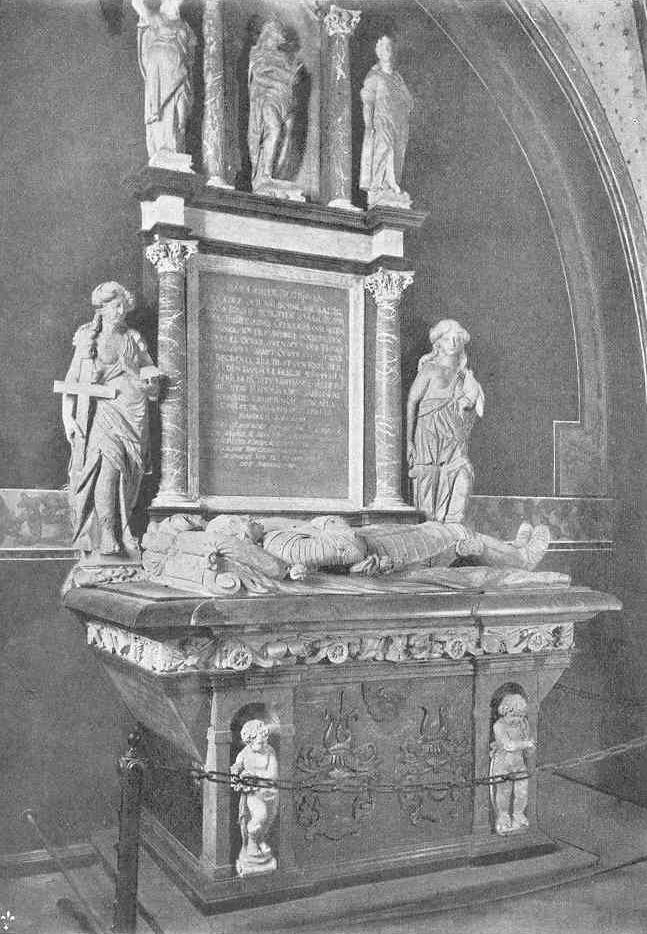
Mauzoleum Torstena Stålhandske i jego małżonki w katedrze w Turku

Torsten Stålhandske (ur. w Porvoo 1 września 1593, zm. w Haderslev 21 kwietnia 1644) – fiński dowódca, znany jako dowódca rodzimej kawalerii (tzw. hakapelitów) w armii szwedzkiej podczas wojny trzydziestoletniej.